# Seriphidium thomsonianum
Seriphidium thomsonianum là một loài thực vật có hoa trong họ Cúc. Loài này được (C.B.Clarke) Ling & Y.R.Ling miêu tả khoa học đầu tiên năm 1980.